# Nguyễn Vĩnh Nghiệp
Nguyễn Vĩnh Nghiệp (1931–2007) là một Anh hùng Lao động của Việt Nam. Tuy ông từng giữ chức Chủ tịch Ủy ban nhân dân Thành phố Hồ Chí Minh, nhưng nhiều người biết ông như là một nhà hoạt động xã hội, người sáng lập và là Chủ tịch Hội Bảo trợ bệnh nhân nghèo Thành phố Hồ Chí Minh.

## Thân thế và sự nghiệp chính trị
Ông còn có các tên gọi khác là Sáu Tường, Ba Công, Tám Kiến, Mười Bền, sinh ngày 25 tháng 12 năm 1931 tại xã An Xuyên, tổng Quản Long, quận Cà Mau, tỉnh Bạc Liêu (nay thuộc thành phố Cà Mau, tỉnh Cà Mau), trong một gia đình trung nông. Sau năm Mậu Thân 1968, gia đình ông di cư về ấp Ba Tiệm (xã Phú Mỹ, huyện Phú Tân, tỉnh Cà Mau) cho đến ngày nay. Ngay tại nơi gia đình ông sinh sống, hiện nay, ngôi trường THCS mang tên ông nằm ngay trên mảnh đất được người nhà của ông hiến tặng để xây dựng trường học.
Tháng 8 năm 1945, khi Việt Minh khởi nghĩa giành chính quyền, ông tham gia Ủy ban Nhi đồng Cứu vong, rồi làm Cán bộ Thanh niên phụ trách Thiếu nhi xã Phú Mỹ, cán bộ Mặt trận Việt Minh. Tháng 12 năm 1947, ông được kết nạp vào Đảng Cộng sản Đông Dương (Chính thức: tháng 3 năm 1948), làm cán bộ Huyện ủy huyện Ngọc Hiển.
Từ tháng 12 năm 1950 đến 1952, ông lần lượt giữ các chức vụ Huyện ủy viên huyện Ngọc Hiển phụ trách Tuyên huấn, Trường Đảng, Giám đốc Trường Bổ túc Văn hóa. Từ 1953 đến 1955, ông là Ủy viên Thường vụ Huyện ủy, Trưởng ban Tuyên huấn, Trưởng Thông tin Ban Văn nghệ huyện Ngọc Hiển.
Sau Hiệp định Genève, ông không tập kết ra Bắc mà được Xứ ủy giao nhiệm vụ bí mật ở lại miền Nam,
Từ năm 1956 đến tháng 8 năm 1959, lần lượt giữ các chức vụ Phó Bí thư rồi Bí thư thị xã Bạc Liêu, Bí thư thị xã Sóc Trăng, Tỉnh ủy viên Sóc Trăng.
Tháng 9 năm 1959, sau khi Nghị quyết 15 phổ biến vào Xứ ủy Nam Bộ, ông được Xứ ủy điều về công tác ở Khu ủy Sài Gòn – Gia Định. Tháng 5 năm 1960, ông bị Đoàn công tác đặc biệt miền Trung của chính quyền Việt Nam Cộng hòa bắt giam vì phát hiện ông có dính líu đến các hoạt động chống chính quyền, mãi đến tháng 1 năm 1964, sau khi các tướng làm đảo chính lật đổ Ngô Đình Diệm, rồi tướng Nguyễn Khánh "chỉnh lý" lật đổ các tướng, ông mới có cơ hội thoát ra do sự rối loạn của chính quyền.
Mãi đến cuối tháng 8 năm 1964, ông mới móc nối lại được với tổ chức và trở lại công tác trong Khu ủy Sài Gòn – Gia Định, lần lượt giữ các chức vụ: Ủy viên Thường vụ, Phó Bí thư Ban Cán sự cánh đô thị; Ủy viên Thường vụ Phân Khu ủy Phân khu 5.
Từ năm 1967 đến năm 1969: Khu ủy viên dự khuyết, Phó Bí thư Phân Khu ủy cánh đô thị; Bí thư Ban Cán sự đô thị – Phân khu 1; Bí thư Liên Quận ủy quận 4.
Từ năm 1970 đến 1975: Khu ủy viên, Trưởng Phân ban Đông Bắc; Bí thư Phân ban Thành ủy nội thành; Bí thư, Chủ tịch quận Bình Hòa.

## Tham gia chính quyền TP Hồ Chí Minh
Từ tháng 6 năm 1975, ông giữ các chức vụ Ủy viên Ban Thường vụ Thành ủy, phụ trách khối Dân vận Mặt trận, Trưởng ban Tổ chức Thành ủy thành phố Sài Gòn (sau đổi thành Thành phố Hồ Chí Minh).
Từ tháng 10 năm 1980 đến tháng 10 năm 1986: Ủy viên Ban Thường vụ Thành ủy, Trưởng ban Nông nghiệp Thành ủy, Trưởng Phân ban Nông thôn Thành ủy; Phó Chủ tịch ủy ban nhân dân TP phụ trách Nông nghiệp Thành ủy.
Từ tháng 10 năm 1986, ông giữ chức vụ Ủy viên Ban Thường vụ Thành ủy, Phó Chủ tịch ủy ban nhân dân TP, Trưởng ban Kinh tế Đối ngoại thành phố.
Dưới sự hậu thuẫn của tân Tổng bí thư Nguyễn Văn Linh (nguyên Bí thư Thành ủy), ông cùng các lãnh đạo thành phố bắt đầu thực hiện các bước "Đổi mới" của Đại hội VI.
Tháng 4 năm 1987, ông được bầu làm Đại biểu Quốc hội khóa 8, Tháng 3 năm 1989, ông được cử làm quyền Chủ tịch ủy ban nhân dân TP, thay cho Chủ tịch Phan Văn Khải ra Trung ương giữ chức Chủ nhiệm Ủy ban Kế hoạch Nhà nước.
Tháng 5 năm 1989 ông được bầu làm Chủ tịch ủy ban nhân dân Thành phố Hồ Chí Minh và giữ chức vụ này cho đến năm 1991.
Tháng 3 năm 1992, ông xin từ chức với lý do sức khỏe (bệnh viêm thanh quản).

## Hiệp sĩ của người nghèo
Trong suốt giai đoạn 1986 đến 1991, khi ông đang giữ chức Phó chủ tịch rồi Chủ tịch Ủy ban nhân dân Thành phố Hồ Chí Minh, được sự hậu thuẫn của Tổng bí thư Nguyễn Văn Linh rồi Thủ tướng Võ Văn Kiệt, ông đã chỉ đạo chính quyền thành phố thực hiện nhiều kế hoạch quan trọng, đặc biệt là kế hoạch tiến ra biển Đông, tập trung xây dựng các cơ sở hạ tầng về phía biển, là tiền đề của sự phát triển của thành phố về hướng Nhà Bè - Cần Giờ. Ông được người dân và các cộng sự đánh giá là người liêm khiết, có suy nghĩ mới, ghét ồn ào.
Tuy nhiên, nhiều người biết đến ông gắn liền với Hội Bảo trợ bệnh nhân nghèo Thành phố Hồ Chí Minh. Tháng 1 năm 1994, ông cùng một số bạn hữu, đồng chí như bà Ngô Thị Huệ (còn gọi là Bảy Huệ, phu nhân cựu Tổng bí thư Nguyễn Văn Linh), Bác sĩ Đoàn Thúy Ba (Anh hùng Lao động, Thầy thuốc Nhân dân, cựu thứ trưởng Bộ Y tế), Viện sĩ - Bác sĩ Dương Quang Trung (Anh hùng Lao động, cựu Giám đốc Sở Y tế Thành phố Hồ Chí Minh)... đã vận động và quyên góp thành lập Hội Bảo trợ bệnh viện miễn phí An Bình, xây dựng các quỹ vận động để tài trợ cho các bệnh viện miễn phí chuyên chữa trị cho bệnh nhân nghèo như Bệnh viện An Bình, Bệnh viện An Nhơn Tây. Một thời gian ngắn sau đó, Hội đổi tên thành Hội Bảo trợ bệnh nhân nghèo Thành phố Hồ Chí Minh và ông được phân công làm Chủ tịch hội và giữ chức vụ này trong gần 14 năm. Trong suốt thời gian đó, Hội đã hoạt động hiệu quả, được sự ủng hộ của nhiều cá nhân như ông Nguyễn Văn Linh, ông Võ Trần Chí... và các tổ chức như Hội Hoa Trắng (Pháp), tổ chức Lavifu, Đại Hương Sơn Từ Âm Nghiêm, Bệnh viện Trường Canh Đài Loan, Hội Tân Nhãn khoa toàn cầu Mitchell, Hội doanh nghiệp Singapore, Nhật Bản tại Thành phố Hồ Chí Minh..., vận động được hơn 300 tỷ đồng và giúp đỡ chữa bệnh miễn phí cho hơn 3,5 triệu bệnh nhân nghèo, kể cả một số bệnh nan y như chữa mắt, chữa tim. Đối tượng bệnh nhân nghèo được giúp đỡ không chỉ giới hạn ở Thành phố Hồ Chí Minh, mà còn lan rộng đến các tỉnh, thậm chí sang Campuchia và Lào. Do những đóng góp của ông trong các lĩnh vực chính trị và xã hội, tháng 10 năm 2002, ông đã được Chủ tịch nước Trần Đức Lương phong tặng danh hiệu Anh hùng Lao động.
Tháng 9 năm 2006, các bác sĩ phát hiện ông bị ung thư tủy sống và Hội doanh nghiệp Singapore đã tài trợ cho ông đi điều trị tại Singapore ngày 11 tháng 7 năm 2007. Tuy nhiên, do bệnh đã vào giai đoạn cuối, ngày 16 tháng 8 năm 2007, ông về lại Việt Nam. Ông qua đời lúc 13 giờ 04 ngày 9 tháng 11 năm 2007 tại bệnh viện Nguyễn Trãi. Đám tang của ông được tổ chức rất trọng thể và có sự tham dự của nhiều người nghèo đã được chữa bệnh nhờ nguồn quỹ của Hội. Theo ước nguyện của ông, sau đám tang, gia đình đã trao lại cho Hội toàn bộ số tiền phúng điếu hơn 600 triệu đồng.
Sinh thời, ông được Nhà nước Việt Nam tặng thưởng nhiều danh hiệu: Anh hùng Lao động; Huy hiệu 60 năm tuổi Đảng; Huân chương Độc lập hạng nhất; Huân chương Quyết thắng hạng nhất; Huân chương Kháng chiến chống Mỹ hạng nhất; Huy chương Vì an ninh Tổ quốc; Huy chương Vì thế hệ trẻ...

## Gia đình
Ông lập gia đình với bà Nguyễn Thị Hường năm 1953. Hai người có với nhau 5 người con (4 gái, 1 trai). Người con gái lớn của ông bà tên là Nguyễn Thị Thanh Phương. Người con trai duy nhất của ông bà là Nguyễn Văn Dũng, sinh năm 1960, đã hy sinh trên chiến trường Tây Nam năm 1979.